# Emilio De Marchi (tenore)
Emilio De Marchi (Voghera, 6 gennaio 1861 – Milano, 20 marzo 1917) è stato un tenore italiano.
Ebbe una carriera significativa tra la fine del XIX secolo e l'inizio del XX, cantando nei teatri di entrambe le rive dell'oceano Atlantico. Nel 1900 entrò negli annali dell'opera lirica creando il ruolo di Mario Cavaradossi nella prima rappresentazione di Tosca di Giacomo Puccini al teatro Costanzi di Roma.

## Biografia
Scoprì la sua voce durante il servizio militare e i superiori gli consentirono di studiare canto. Nel 1886 debuttò al Teatro Dal Verme di Milano nel ruolo di Alfredo ne  La traviata di Giuseppe Verdi. Negli anni seguenti cantò nei principali teatri d'opera in Italia e in Spagna e fece parte di una compagnia operistica italiana che si esibì a Buenos Aires nel 1890.
Debuttò al Teatro alla Scala di Milano nel 1898 nel ruolo di Stolzing in una versione in lingua italiana de I maestri cantori di Norimberga di Richard Wagner. 
Al Teatro La Fenice di Venezia nel 1899 è Faust in Mefistofele (Boito) con Cesira Ferrani.
A seguito del successo ottenuto al Teatro alla Scala, venne scelto da Puccini per cantare l'ambito ruolo di Cavaradossi nella prima rappresentazione di Tosca, avvenuta a Roma, al Teatro Costanzi il 14 gennaio 1900 (il giovane tenore Enrico Caruso, dodici anni più giovane di De Marchi, aveva sperato di creare Cavaradossi, ma alla fine, Puccini, anche se fortemente impressionato dalla voce di Caruso, aveva deciso di affidare la parte al cantante più esperto).
De Marchi interpretò Cavaradossi anche a Londra al Royal Opera House, Covent Garden, nel 1901. 
Nello stesso ruolo debuttò con Antonio Scotti, nel 1902, al Metropolitan Opera House di New York City. Durante la sua permanenza a New York, cantò nel ruolo del protagonista in Ernani di Giuseppe Verdi andato in scena nel 1903. Al Metropolitan cantò anche i ruoli di Radames, Alfredo, Rodolfo, Riccardo, Turiddu, Canio e Don Jose.
Tornato in Italia, oltre ad interpretare i ruoli di protagonista nelle opere del repertorio italiano, interpretò Max nel Der Freischütz di Weber e Licinius ne La Vestale di Gaspare Spontini nell'ultima sua stagione al Teatro alla Scala. Morì a Milano all'età di cinquantasei anni.
De Marchi non incise dischi e la sua voce può essere ascoltata soltanto in alcuni frammenti da Tosca recuperati da una registrazione dal vivo eseguita durante una recita al Metropolitan di New York nel gennaio 1903, con il soprano Emma Eames nel ruolo di Tosca e il baritono Antonio Scotti in quello di Scarpia, sotto la direzione di Luigi Mancinelli. Nonostante la scarsa qualità di questa registrazione di fortuna, la voce lirico-drammatica di De Marchi risuona forte, stabile e attraente, ed è impressionante nella scena della tortura. Egli è anche udibile in estratti da Ernani, Aida e Cavalleria rusticana (quest'ultimo con il soprano Emma Calvé).
I frammenti sono stati rimasterizzati in CD dalla Symposium Records (numero di catalogo 1284).

## Repertorio
| Ruolo                 | Titolo                          | Autore      |
| --------------------- | ------------------------------- | ----------- |
| Don José              | Carmen                          | Bizet       |
| Faust                 | Mefistofele                     | Boito       |
| Oberto                | Edmea                           | Catalani    |
| Gennaro               | Lucrezia Borgia                 | Donizetti   |
| Edgardo di Ravenswood | Lucia di Lammermoor             | Donizetti   |
| Fernando              | La favorita                     | Donizetti   |
| Faust                 | Faust                           | Gounod      |
| Canio                 | Pagliacci                       | Leoncavallo |
| Compare Turiddu       | Cavalleria rusticana            | Mascagni    |
| Alim                  | Il re di Lahore                 | Massenet    |
| Raoul di Nagis        | Gli ugonotti                    | Meyerbeer   |
| Vasco da Gama         | L'africana                      | Meyerbeer   |
| Enzo Grimaldo         | La Gioconda                     | Ponchielli  |
| Des Grieux            | Manon Lescaut                   | Puccini     |
| Rodolfo               | La bohème                       | Puccini     |
| Mario Cavaradossi     | Tosca                           | Puccini     |
| Sansone               | Sansone e Dalila                | Saint-Saëns |
| Licinio               | La Vestale                      | Spontini    |
| Wilhelm Meister       | Mignon                          | Thomas      |
| Ernani                | Ernani                          | Verdi       |
| Duca di Mantova       | Rigoletto                       | Verdi       |
| Manrico               | Il trovatore                    | Verdi       |
| Alfredo Germont       | La traviata                     | Verdi       |
| Gabriele Adorno       | Simon Boccanegra                | Verdi       |
| Riccardo              | Un ballo in maschera            | Verdi       |
| Don Alvaro            | La forza del destino            | Verdi       |
| Radamès               | Aida                            | Verdi       |
| Tannhäuser            | Tannhäuser                      | Wagner      |
| Lohengrin             | Lohengrin                       | Wagner      |
| Walter von Stolzing   | I maestri cantori di Norimberga | Wagner      |
| Max                   | Il franco cacciatore            | Weber       |